# Carl Friedrich Wilhelm Meister

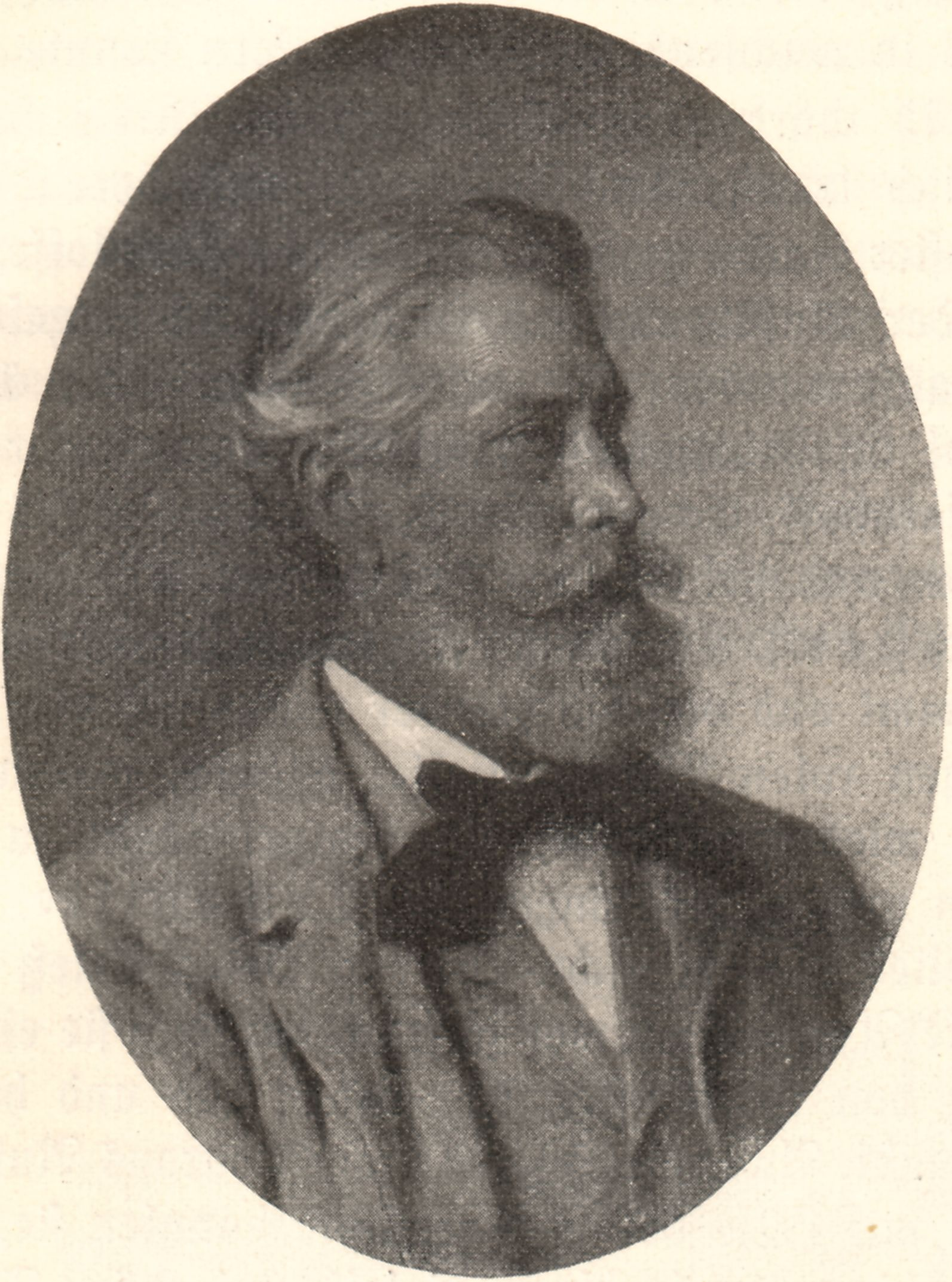
Carl Friedrich Wilhelm Meister

Carl Friedrich Wilhelm Meister (* 17. Februar 1827 in Hamburg; † 3. Januar 1895 in Frankfurt am Main) war ein deutscher Kaufmann und Industrieller. Zusammen mit Eugen Lucius und Adolf von Brüning gehörte er zu den Gründern der späteren Hoechst AG.

## Leben und Werk
Meister entstammte einem alteingesessenen Hamburger Handelshaus mit ausgedehnten Beziehungen nach Übersee. Seine Eltern waren der Handelsherr Carl Ludwig Daniel Meister (* 14. August 1800 in Detmold; † 15. Oktober 1877 in Hamburg) und seine Frau Juliane geborene Oppermann (* 4. Februar 1802 in Hamburg; † 14. November 1883 ebenda).
Nach der Realschule und einer Kaufmannslehre bei einem Hamburger Großkaufmann ging er 1848 in die Karibik, wo sein Vater zahlreiche Handelsniederlassungen besaß. Meister besuchte nacheinander die Inseln Saint Thomas, Kuba und Venezuela, um die Kunden seines Vaters und das Geschäft gründlich kennenzulernen.
1851 begleitete er seinen Vater nach London, wo zu dieser Zeit die Weltausstellung stattfand. Anschließend übernahm er die Filiale in Manchester, wo er einige Jahre in der dortigen deutschen Kolonie blieb. 1857 freundete er sich mit dem jungen Chemiker Eugen Lucius an, der dort die modernen industriellen Verfahren der englischen Industrie studieren wollte.
1859 nahm Meister die englische Staatsbürgerschaft an. 1860 trat er, weil er bereits in jungen Jahren an Rheuma litt, eine Kur in Wiesbaden an. Dabei lernte er im Hause seines Freundes Lucius Marie Georgine Arnoldine Becker (* 23. April 1840 in Düsseldorf; † 1912) kennen, eine Tochter des Frankfurter Malers Jakob Becker und seiner Frau Wally geborene Müller. Ihre jüngere Schwester Maximiliane Eduarde Becker war mit Lucius verlobt; die beiden heirateten im Sommer 1860.
Am 3. September 1861 heirateten auch Wilhelm Meister und Marie Becker. Meister kehrte mit seiner Frau nach Manchester zurück, die sich jedoch bald nach dem freundlichen Klima und der bürgerlichen Gesellschaft der damaligen Freien Stadt Frankfurt zurücksehnte. 1862 folgte Meister einer Anregung seines Freundes und bereitete gemeinsam mit ihm die Gründung einer chemischen Fabrik im nassauischen Höchst am Main vor. In dieser vor den Toren Frankfurts gelegenen Stadt herrschte damals schon Gewerbefreiheit.
Gemeinsam mit Ludwig August Müller, einem Onkel ihrer Ehefrauen, gründeten Meister und Lucius am 4. Januar 1863 die Teerfarbenfabrik Meister, Lucius & Co. Aus diesem Unternehmen ging später die Hoechst AG hervor, das lange Zeit größte Chemie- und Pharmaunternehmen der Welt. Meister brachte bei der Gründung das meiste Kapital ein und übernahm die kaufmännische Leitung des neuen Unternehmens. Lucius’ Studienkollege Adolf Brüning wurde Technischer Direktor mit Gewinnbeteiligung, ohne jedoch eigene Kapitalanteile zu halten. Erst 1865, nach dem Ausscheiden Müllers, trat Brüning als Teilhaber in die Firma ein, die nunmehr Farbwerke Meister, Lucius & Brüning hieß.
1875 ließ sich Meister renaturalisieren und nahm wieder die deutsche Staatsbürgerschaft an. Von 1880 an, seit der Umwandlung in die Aktiengesellschaft Farbwerke vormals Meister, Lucius & Brüning, war er Mitglied des Aufsichtsrats, den er 1890 aus gesundheitlichen Gründen verließ.
Wie auch die anderen Gründer setzte Meister sein außerordentlich großes Vermögen gerne zu philanthropischen Zwecken ein. 1879 gründete er zusammen mit Lucius und Brüning die Kaiserin Augusta Stiftung, eine Pensionskasse für Arbeiter, die auch Hypothekendarlehen für den Hausbau gewährte. 1890 richtete er die Wilhelm-Meister-Stiftung ein, deren Zweck der Bau von Häusern für ältere Arbeitnehmer war. In den folgenden Jahren entstand vor den Toren der Farbwerke die Heimchen-Siedlung, die schließlich aus 136 standardisierten Siedlungshäusern mit drei bzw. vier Wohnräumen, einem kleinen Garten und einem Stall bestanden. Die Häuser kosteten 3.500 bzw. 4.500 Mark und waren somit für die Arbeiter durchaus erschwinglich; der Garten und der Stall ermöglichten den Bewohnern, Lebensmittel für den Eigenbedarf zu erzeugen.

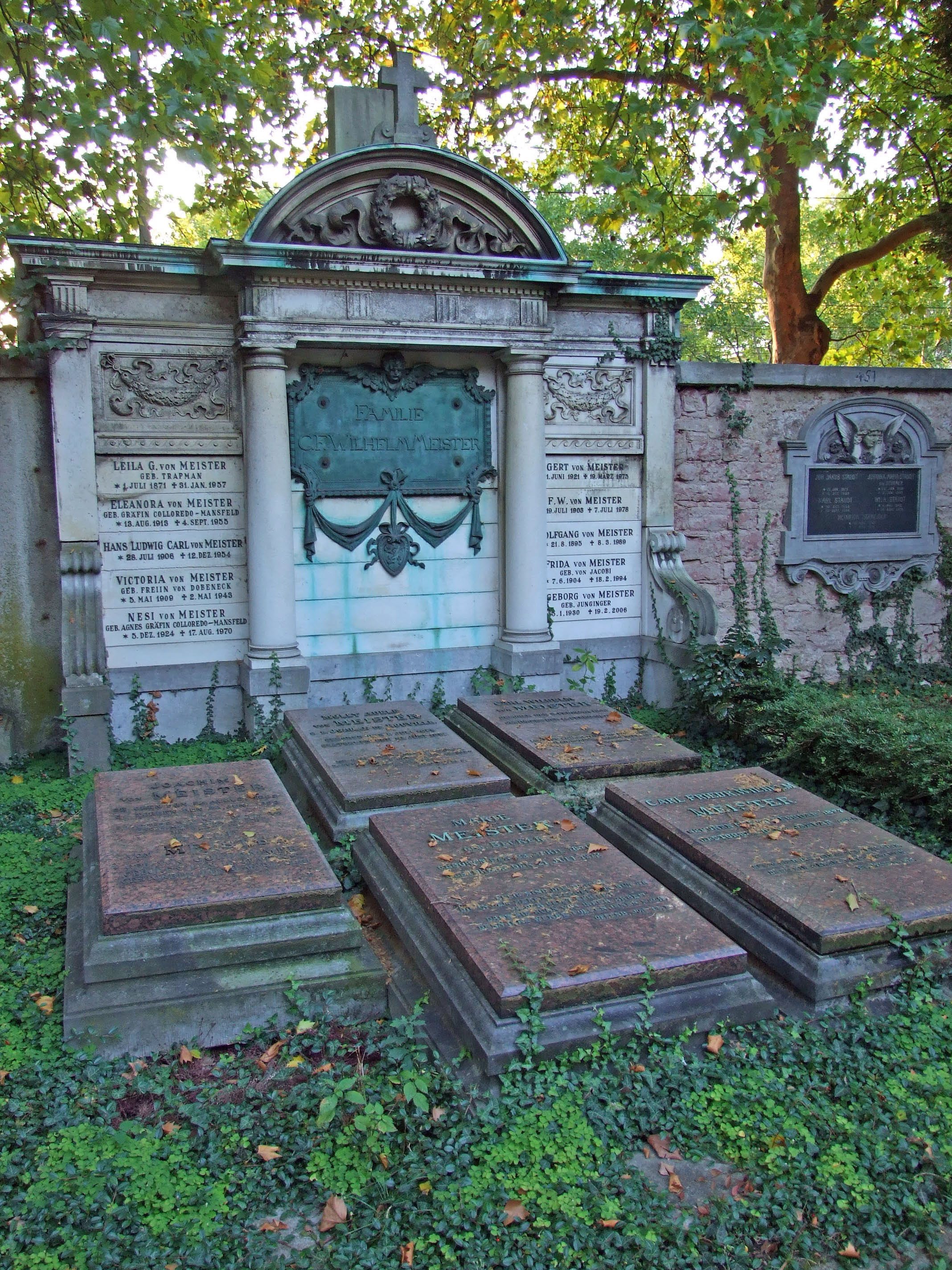
Grab auf dem Hauptfriedhof in Frankfurt

Wilhelm Meister lehnte 1888 die ihm angetragene Erhebung in den preußischen Adelsstand ab, ließ aber zu, dass seine Söhne Herbert (1866–1919) und Wilhelm (1863–1935) den erblichen Titel von da an führten. Meister starb am 3. Januar 1895 in Frankfurt am Main. Er wurde auf dem Hauptfriedhof bestattet.
Die Familie Meister blieb auch nach seinem Tod eng mit der Entwicklung der Farbwerke und der Städte Frankfurt und Höchst, das 1928 eingemeindet wurde, verbunden. Sohn Wilhelm von Meister wurde Jurist, war von 1905 bis 1919 Regierungspräsident von Wiesbaden und 1930 bis 1933 für den Völkerbund in Genf tätig, wo er auch 1935 starb. Sein Bruder Herbert wurde 1902 Vorstandsmitglied der Farbwerke und später der I.G. Farben. Meisters Schwiegersohn Walther vom Rath war lange Zeit Aufsichtsratsvorsitzender der Farbwerke und später stellvertretender Aufsichtsratsvorsitzender der I.G. Farben.
Ein Urenkel Wilhelm Meisters war William („Bill“) von Meister (1942–1995), Gründer der Control Video Corporation (CVC), aus der das Unternehmen AOL hervorging.